# Wereldkampioenschappen schaatsen afstanden 2016 - 10.000 meter mannen
De 10.000 meter mannen op de wereldkampioenschappen schaatsen afstanden 2016 werd gereden op donderdag 11 februari 2016 in het ijsstadion Kometa in Kolomna, Rusland.
Jorrit Bergsma, de regerend Olympisch en wereldkampioen, had zich niet geplaatst. De enige wereldbekerwedstrijd over de tien kilometer dit seizoen werd gewonnen door Ted-Jan Bloemen voor Canada in een nieuw wereldrecord. Het was echter Sven Kramer die zijn vierde wereldtitel over 10.000 meter won.

## Plaatsing
De regels van de ISU schrijven voor dat er maximaal twaalf schaatsers zich plaatsen voor het WK op deze afstand. Geplaatst zijn de beste zes schaatsers van het wereldbekerklassement na vier manches, aangevuld met de zes tijdsnelsten van de wereldbekerwedstrijd in Salt Lake City. Achter deze twaalf namen werd op tijdsbasis nog een reservelijst van zes namen gemaakt. Aangezien het aantal deelnemers per land beperkt is tot een maximum van twee (eerdere jaren was dit drie), telt de derde (en vierde etc.) schaatser per land niet mee voor het verloop van de ranglijst. Het is aan de nationale bonden te beslissen welke van hun schaatsers, mits op de lijst, naar het WK afstanden worden afgevaardigd.
De tweede startplek voor Canada die twaalfde in de ISU-lijst stond werd opgeofferd om een startplek vrij te maken voor het organiserende land, Rusland. Doordat Italië echter niemand opstelde kon Canada alsnog met twee schaatsers starten.

## Statistieken

### Uitslag
| #      | Naam                    | Land | Tijd        |
| ------ | ----------------------- | ---- | ----------- |
| Goud   | Sven Kramer             | NED  | 12.56,77 BR |
| Zilver | Ted-Jan Bloemen         | CAN  | 12.59,69    |
| Brons  | Erik Jan Kooiman        | NED  | 13.02,15    |
| 4      | Patrick Beckert         | GER  | 13.09,42    |
| 5      | Jordan Belchos          | CAN  | 13.10,99    |
| 6      | Moritz Geisreiter       | GER  | 13.12,48    |
| 7      | Thomas-Henrik Søfteland | NOR  | 13.16,94    |
| 8      | Jevgeni Serjajev        | RUS  | 13.18,04    |
| 9      | Ole Bjørnsmoen Næss     | NOR  | 13.20,53    |
| 10     | Lee Seung-hoon          | KOR  | 13.23,73    |
| 11     | Bart Swings             | BEL  | 13.25,59    |
| 12     | Peter Michael           | NZL  | 13.25,61    |

### Loting
| Rit | Binnenbaan          | Buitenbaan              |
| --- | ------------------- | ----------------------- |
| 1   | Jevgeni Serjajev    | Jordan Belchos          |
| 2   | Ole Bjørnsmoen Næss | Thomas-Henrik Søfteland |
| 3   | Lee Seung-hoon      | Moritz Geisreiter       |
| 4   | Peter Michael       | Erik Jan Kooiman        |
| 5   | Patrick Beckert     | Ted-Jan Bloemen         |
| 6   | Bart Swings         | Sven Kramer             |

1996 · 
1997 · 
1998 · 
1999 · 
2000 · 
2001 · 
2003 · 
2004 · 
2005 · 
2007 · 
2008 · 
2009 · 
2011 · 
2012 · 
2013 · 
2015 · 
2016 · 
2017 · 
2019 ·
2020 ·
2021 ·
2023 ·
2024 ·
2025